# Iglesia de Santa María (Albarellos)
La iglesia de Santa María es un edificio situado en la parroquia española de Albarellos, en la provincia de Pontevedra.

## Descripción
El edificio se encuentra en la parroquia española de Albarellos, del municipio de Lalín, perteneciente a la provincia de Pontevedra, en la comunidad autónoma de Galicia. Se menciona como iglesia parroquial del lugar en el primer volumen del Diccionario geográfico-estadístico-histórico de España y sus posesiones de Ultramar de Pascual Madoz, donde aparece descrita con las siguientes palabras: «igl. parr. (Sta. Marina) es anejo de la de Sotolongo en la encomienda de Beade: el curato se provee por la Asamblea, prévio concurso».